# Ilva Niño
Ilva Niño Mendonça (Floresta, 15 novembre 1934 – Rio de Janeiro, 12 giugno 2024) è stata un'attrice brasiliana.

## Biografia
Ilva Niño nacque a Floresta, comune del Pernambuco, il 15 novembre 1934. Dal nordest del Paese si trasferì a Rio de Janeiro, dopo il colpo di stato del 1964.
Scelta inizialmente per interpretare ruoli secondari, Ilva Niño ebbe una lunga carriera in televisione, con apparizioni in più di trenta telenovele e diverse partecipazioni in serie, tutte mostrate dalla rete televisiva TV Globo. Fu anche attiva nel cinema.
Debuttò in televisione nel 1971 recitando in Bandeira 2, telenovela scritta da Dias Gomes, interpretando Santa. Tre anni dopo recitò in Corrida do Ouro, dove ricoprì il ruolo di Jandira, mentre nel 1975 interpretò Filomena in Gabriela e Alzira in Pecado Capital.
Nel 1977 interpretò una delle domestiche in Sem Lenço, sem Documento. Negli anni seguenti prese parte anche ad altre produzioni di TV Globo, tra le quali Roque Santeiro, Água Viva, Jogo da Vida, Lampião e Maria Bonita e Quem Ama não Mata.
Tra la fine degli anni '80 e gli anni '90 recitò in altrettante serie, come Bebê a Bordo, Tropicaliente, História de Amor, O Rei do Gado e Por Amor.
Nel 1999 entrò nel cast di Suave Veneno, recitando il ruolo della cameriera di Valdomiro (José Wilker), e in quello di Terra nostra interpretando Suor Teresa. Partecipò anche alla telenovela Porto dos Milagres nel 2001 e nella soap opera Malhação nel 2002.
Negli anni successivi entrò nei cast di Senhora do Destino, Alma Gêmea, Pé na Jaca e Sete Pecados, poi in Cama de Gato, Cordel Encantado, Cheias de Charme e Saramandaia.
Nel novembre 2014 venne ricoverata in un ospedale di Rio de Janeiro per il trattamento di un cancro all'intestino. Si riprese nel 2016, tornando quindi a recitare sul set di Malhação nel ruolo di Damiana.
Ilva Niño fu costretta a un nuovo ricovero nel maggio 2024 in un ospedale del quartiere di Ipanema, dove subì un intervento cardiochirurgico a causa di una disfunzione multiorgano. Morì un mese dopo, il 12 giugno 2024, all'età di 89 anni.

## Vita privata
Nel 1995 rimase vedova dell'autore e regista teatrale Luiz Mendonça col quale si sposò nel 1957. Dal matrimonio nacque un figlio, l'attore Luiz Carlos Niño, che le premorì nel 2005 a causa di una cirrosi epatica.
Ilva Niño fu anche direttrice e insegnante della scuola di teatro "Niño de Artes Luiz Mendonça" di Rio de Janeiro, da lei fondata nel 2003 in onore del marito.

## Filmografia parziale

### Cinema
- André, a Cara e a Coragem, regia di Xavier de Oliveira (1971)
- Como Ganhar na Loteria sem Perder a Esportiva, regia di J. B. Tanko (1971)
- Cassy Jones, o Magnífico Sedutor, regia di Luís Sérgio Person (1972)
- O Escolhido de Iemanjá, regia di Jorge Durán (1978)
- Amor e Traição, regia di Pedro Camargo (1981)
- Insônia, regia di Emmanuel Cavalcanti, Nelson Pereira dos Santos e Luiz Paulino dos Santos (1982)
- Ópera do Malandro, regia di Ruy Guerra (1986)
- Leila Diniz, regia di Luiz Carlos Lacerda (1987)
- Fronteira das Almas, regia di Hermano Penna (1987)
- Stelinha, regia di Miguel Faria Jr. (1990)
- Assalto ao Banco Central, regia di Marcos Paulo (2011)
- Minha Mãe É uma Peça 2, regia di César Rodrigues (2016)

### Televisione
- Bandeira 2 - telenovela (1971-1972)
- Corrida do Ouro - telenovela (1974-1975)
- Gabriela - telenovela (1975)
- Pecado Capital - serie TV (1975-1976)
- Sem Lenço, sem Documento - telenovela (1977-1978)
- Feijão Maravilha - telenovela (1979)
- Água Viva - telenovela (1980)
- Jogo da Vida - telenovela (1981-1982)
- Quem Ama Não Mata - miniserie TV (1982)
- Lampião e Maria Bonita - miniserie TV (1982)
- Adamo contro Eva (Guerra dos sexos) - telenovela (1983-1984)
- Partido Alto - telenovela (1984)
- Roque Santeiro - telenovela (1985)
- O Outro - telenovela (1987)
- Bebê a Bordo - telenovela (1988-1989)
- O Sexo dos Anjos - telenovela (1989-1990)
- Você Decide - programma TV (1992-2000)
- Pedro sobre Pedra - telenovela (1992)
- Contos de Verão - miniserie TV (1993)
- Confissões de Adolescente - serie TV (1994-1996)
- Tropicaliente - telenovela (1994)
- História de Amor - telenovela (1995-1996)
- O Rei do Gado - telenovela (1996-1997)
- Caça Talentos - telenovela (1996-1998)
- Por Amor - telenovela (1997-1998)
- Suave Veneno - telenovela (1999)
- Terra Nostra - telenovela (1999-2000)
- Malhação - soap opera (2000)
- Porto dos Milagres - telenovela (2001)
- Sítio do Picapau Amarelo - telenovela (2004)
- Senhora do Destino - telenovela (2004-2005)
- Alma Gêmea - telenovela (2005-2006)
- Um Menino muito Maluquinho - serie TV (2006)
- Pé na Jaca - telenovela (2006-2007)
- Sete Pecados - telenovela (2007)
- Duas Caras - telenovela (2007-2008)
- Malhação - soap opera (2000)
- Faça Sua História - serie TV (2008)
- Guerra e Paz - serie TV (2008)
- Toma Lá, Dá Cá - serie TV (2009)
- Cama de Gato - telenovela (2009)
- Cordel Encantado - telenovela (2011)
- Cheias de Charme - telenovela (2012)
- Saramandaia - telenovela (2013)
- Mister Bau - serie TV (2015-2018)
- Planeta B - sitcom (2017)
- O Outro Lado do Paraíso - telenovela (2017-2018)
- Os Roni - serie TV (2019-2021)
- Rua do Sobe e Desce, Número que Desaparece - serie TV (2020)